# Fílippos Dárlas
Fílippos Dárlas (en grec : Φίλιππος Δάρλας) est un footballeur international grec né le 23 octobre 1983 à Agrínio qui évolue au poste d'arrière latéral avec l'Apollon Dokimiou.

## Parcours en clubs
Fílippos Dárlas a commencé sa carrière professionnelle en 1999 dans son club local du Panetolikos. 
Il est transféré à 19 ans au Panathinaïkos lors de la saison 2001/2002, mais est prêté au GS Kallithéa, club de première division grecque et sera de nouveau prêté lors des deux saisons suivantes au club de troisième division grecque du GS Marko Markopoulo.
Lors de la saison 2004/2005, il joue à l'Apóllon Athènes avant de revenir au Panathinaïkos. 
Il fait alors ses débuts en Ligue des champions contre le Werder Brême et le FC Barcelone.
Lors du mercato 2008, il part disputer la saison 2008-2009 au PAOK Salonique dans le cadre d'un échange associé au transfert de Chrístos Melíssis.
De retour de prêt au Panathinaïkos lors de la saison 2009-2010, il joue très peu. Le titulaire au poste d'arrière latéral gauche du Panathinaïkos est alors Níkos Spyrópoulos. En juin 2010, il est libéré de sa dernière année de contrat par le Panathinaïkos,.
Le 28 juin 2010, il signe un contrat d'un an avec une année supplémentaire en cas de maintien avec le Stade brestois. Il fait tellement preuve de largesses défensives lors de ses deux titularisations du début de saison comme latéral gauche qu'il ne disputera plus qu'un match ensuite. Omar Daf, qui évoluait à droite, prend alors le poste de latéral gauche.
En janvier 2011, il est prêté jusqu'à la fin de saison à l'Atromitos FC. Il évolue au poste d'arrière latéral gauche a l'Atromitos FC en prêt du Stade brestois.
Toujours sous contrat avec le Stade brestois pour la saison 2011-2012 à la suite du maintien du club en Ligue 1, son transfert est annoncé vers différents clubs de grecs, dont son club d'origine le Panetolikos tout juste promu en Superleage Ellada.
En juillet, il est libéré de sa dernière année de contrat avec le Stade brestois.

## Sélection nationale
Entre 2003 et 2005, Fílippos Dárlas représenta l'équipe de Grèce Espoirs dirigée par Stelios Manolas lors de 14 rencontres consécutives.
En 2006, le sélectionneur Otto Rehhagel le convoque pour sa première sélection en équipe nationale.

## Palmarès
- Vainqueur du championnat de Grèce 2009-2010 (Panathinaïkos)
- Vainqueur de la coupe de Grèce 2010 (Panathinaïkos)

## Carrière
| Saison      | Club                        | Pays   | Championnat  | Championnat | Championnat | Championnat  | Championnat  | Coupes nationales | Coupes nationales | Continental | Continental | Continental | Grèce  | Grèce |   |
| Saison      | Club                        | Pays   | Division     | Matchs      | Buts        | Carton jaune | Carton rouge | Matchs            | Buts              | Coupe       | Matchs      | Buts        | Matchs | Buts  |   |
| ----------- | --------------------------- | ------ | ------------ | ----------- | ----------- | ------------ | ------------ | ----------------- | ----------------- | ----------- | ----------- | ----------- | ------ | ----- | - |
| 1999 - 2001 | Panetolikos                 | Grèce  | B Ethniki    | 22          | 1           | ?            | ?            | -                 | -                 | -           | -           | -           | -      | -     |   |
| 2001 - 2002 | Panathinaikos               | Grèce  | Super League | 0           | 0           | 0            | 0            | -                 | -                 | -           | -           | -           | -      | -     |   |
| 2002 - 2002 | GS Kallithea (prêt)         | Grèce  | B Ethniki    | 0           | 0           | 0            | 0            | -                 | -                 | -           | -           | -           | -      | -     |   |
| 2002 - 2003 | Markopoulo Mesogaias (prêt) | Grèce  | G Ethniki    | 22          | 1           | ?            | ?            | -                 | -                 | -           | -           | -           | -      | -     |   |
| 2003 - 2004 | Markopoulo Mesogaias (prêt) | Grèce  | G Ethniki    | 20          | 3           | ?            | ?            | -                 | -                 | -           | -           | -           | -      | -     |   |
| 2004 - 2005 | Apollon Smyrnis (prêt)      | Grèce  | B Ethniki    | 20          | 3           | ?            | ?            | -                 | -                 | -           | -           | -           | -      | -     |   |
| 2005 - 2006 | Panathinaikos               | Grèce  | Super League | 19          | 0           | ?            | ?            | -                 | -                 | C1          | 5           | 0           | 1      | 0     |   |
| 2006 - 2007 | Panathinaikos               | Grèce  | Super League | 4           | 0           | ?            | ?            | -                 | -                 | C3          | 4           | 0           | -      | -     |   |
| 2007 - 2008 | Panathinaikos               | Grèce  | Super League | 2           | 0           | ?            | 1            | -                 | -                 | -           | -           | -           | -      | -     |   |
| 2008 - 2009 | PAOK Salonique (prêt)       | Grèce  | Super League | 16          | 0           | 7            | 0            | 1                 | 0                 | -           | -           | -           | -      | -     |   |
| 2009 - 2010 | Panathinaikos               | Grèce  | Super League | 5           | 0           | 3            | 1            | 3                 | 0                 | C1+C3       | 1+2         | 0+0         | -      | -     |   |
| 2010 - 2011 | Stade brestois              | France | Ligue 1      | 2           | 0           | 1            | 0            | 1                 | 0                 | -           | -           | -           | -      | -     |   |
| 2010 - 2011 | Atromitos FC (prêt)         | Grèce  | Super League | 6           | 0           | 4            | 0            | 1                 | 0                 | -           | -           | -           | -      | -     |   |
| 2011 - 2012 | PAE Ergotelis Héraklion     | Grèce  | Super League | 7           | 0           | -            | -            | -                 | -                 | -           | -           | -           | -      | -     |   |
| 2012 - 2013 | Panetolikós FC              | Grèce  | Super League | 19          | 0           | -            | -            | -                 | -                 | -           | -           | -           | -      | -     |   |
| 2013 - 2014 | Panetolikós FC              | Grèce  | Super League | 3           | 0           | -            | -            | -                 | -                 | -           | -           | -           | -      | -     | - |